# Moschea Kefeli
La moschea Kefeli (in turco Kefeli Câmîi, che significa "la moschea dei Caffarioti", che erano gli abitanti della città di Caffa in Crimea, o anche Kefeli Mescidi, dove Mescit è la parola turca per una piccola moschea) è un ex chiesa ortodossa, in seguito officiata congiuntamente da cattolici e armeni, e infine convertita in una moschea dagli ottomani, situata a Istanbul, in Turchia. La chiesa cattolica era dedicata a San Nicola. La data della sua dedicazione come chiesa ortodossa orientale è sconosciuta. L'interesse della Moschea di Kefeli nasce dal fatto che ripropone la forma della basilica paleocristiana durante il tardo periodo bizantino.

## Posizione
L'edificio si trova ad Istanbul, nel quartiere di Fatih, nella mahalle di Salmatomruk, su Kasap Sokak, più o meno a metà strada tra il museo di Chora e la moschea Fethiye.

## Storia

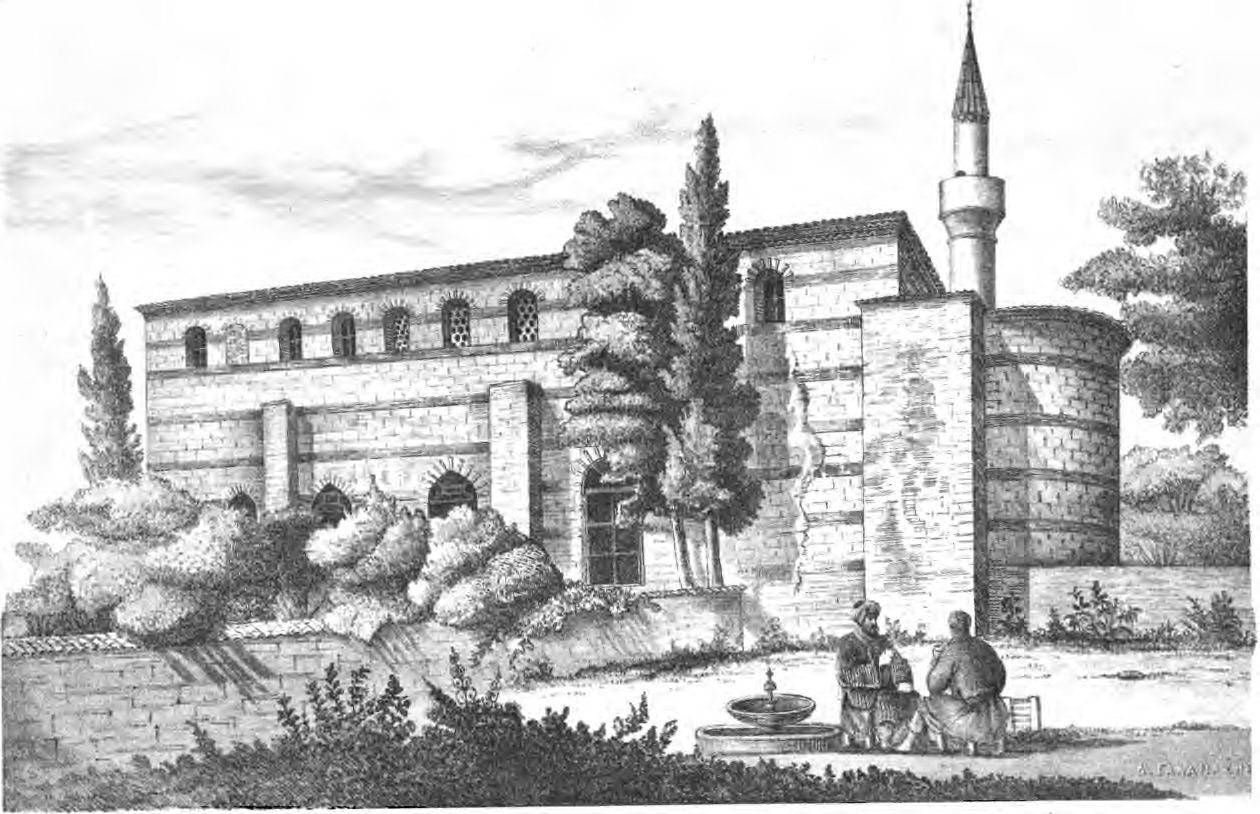
La moschea vista da est in un disegno del 1877, da Studi topografici bizantini di A.G. Paspates

L'origine di questo edificio, che si trova sul pendio della sesta collina di Costantinopoli, non è certa. La tradizione narra che nel IX secolo Manuele Armeno, generale nelle guerre contro i Saraceni durante il regno dell'imperatore Teofilo (r. 829-842), costruì un monastero convertendo la sua casa, situata vicino alla cisterna di Aspare. Manuele era lo zio dell'Imperatrice Teodora, moglie di Teofilo, e prima di ritirarsi nel suo monastero fu uno dei tre consiglieri che la assistettero nella reggenza per il suo figlio piccolo Michele III, in seguito alla morte di suo marito.
Il monastero di Manuele fu ricostruito dal patriarca Fozio e fu restaurato di nuovo dall'usurpatore Romano I Lecapeno (r. 920-944). L'imperatore Michele VII (r. 1071-1078) si ritirò qui dopo la sua deposizione. Tutti questi eventi mostrano l'importanza di questo monastero a Costantinopoli. Tuttavia, l'attribuzione di questo edificio al complesso fondato da Manuele è tutt'altro che certa, ed è stata smentita da nuove ricerche.
La storia documentata dell'attuale edificio inizia nel 1475, poco dopo la caduta di Costantinopoli, quando gli Ottomani conquistarono la colonia genovese di Caffa, in Crimea. Tutti i latini, greci ed ebrei residenti a Caffa ("Caffarioti" o, in turco, Kefeli) furono poi deportati a Istanbul e trasferiti in questo quartiere. I latini, principalmente genovesi, furono autorizzati a usare questo edificio come chiesa insieme agli armeni. La chiesa, dedicata a San Nicola, fu officiata dai Domenicani e custodita da quattro famiglie cattoliche. Armeni e cattolici avevano altari separati. Questa piccola chiesa dipendeva dalla vicina Chiesa cattolica di Santa Maria, che in seguito divenne la Moschea Odalar. Nel 1630, sotto il regno di Murad IV (r. 1623-1640), la chiesa fu trasformata in una mescit (una piccola moschea) dal Gran Visir Topal Recep Pascià, ma mantenne la sua denominazione, essendo prima conosciuta come Kefe Mahalle, poi come Kefeli Mescidi. In cambio, gli armeni ottennero una chiesa greca a Balat.

## Descrizione

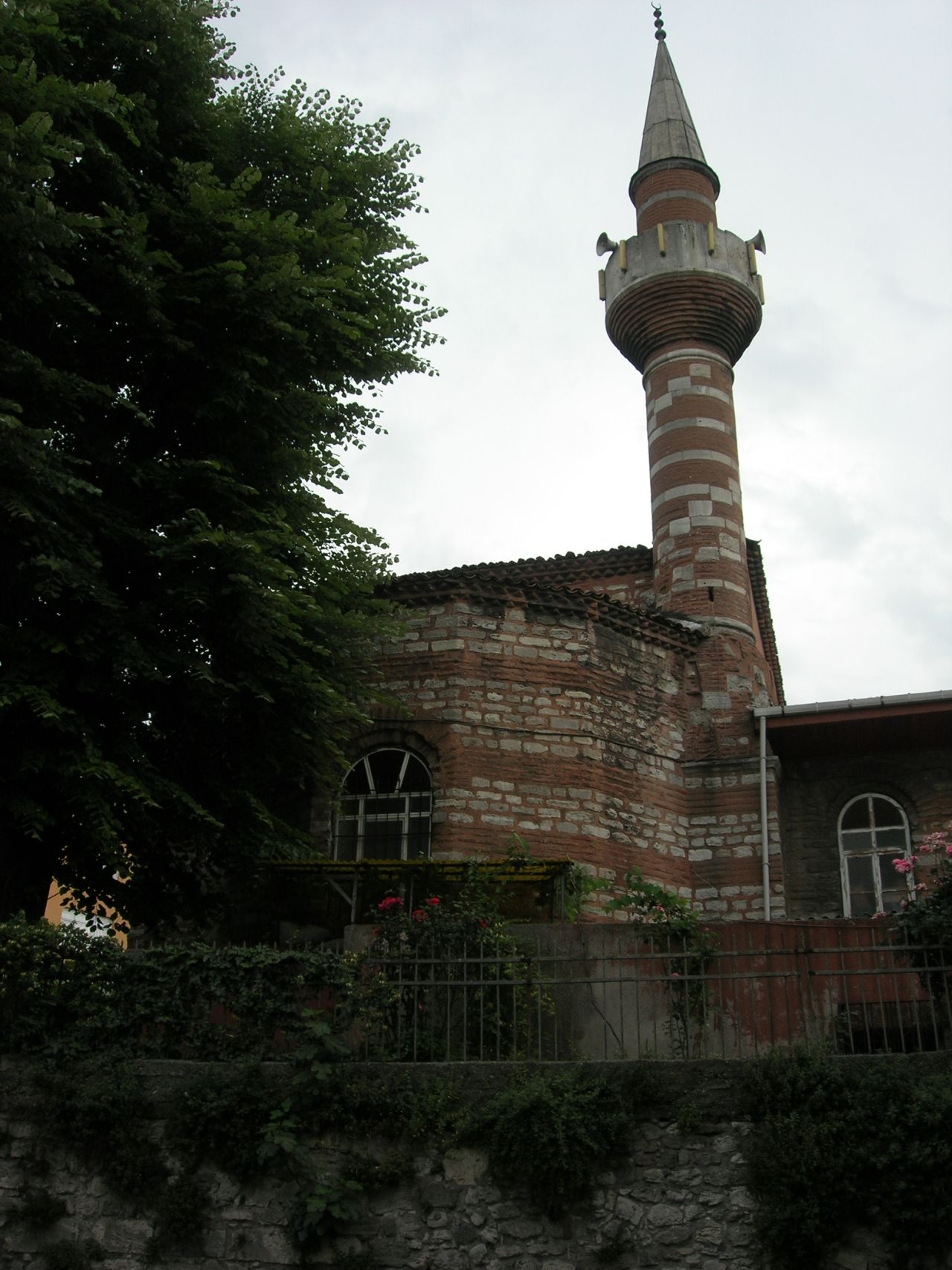
L'abside della moschea con il minareto vista dal nord. Da qui, sono chiaramente visibili le file alternate di mattoni e pietra.

L'edificio è una grande sala, lunga 22,6 metri e larga 7,22 metri, ed è orientata in direzione nord-sud, cosa abbastanza rara tra le chiese bizantine di Costantinopoli. La sua muratura consiste in file alternate di mattoni e pietra. L'edificio originale aveva una pianta a tre navate, ma gli unici resti delle navate laterali appartengono alla parete di fondo di quella occidentale. Sul lato nord c'è un arco e un'abside semicircolare in mattoni, che all'esterno ha una forma poligonale. Le pareti dell'abside sono modulate da due nicchie. La navata principale ha pareti illuminate da due serie di finestre, le quali sono irregolarmente distanziate. Il muro meridionale è illuminato anche da due serie di finestre. Le finestre inferiori sono molto più grandi di quelle superiori. L'ingresso è situato nel mezzo del muro occidentale. Sotto il lato occidentale c'è una cisterna, il cui tetto poggia su tre colonne. La datazione dell'edificio è incerta. L'abside poligonale e le nicchie nell'abside sono tipiche delle chiese di fondazione paleologa. L'edificio è architettonicamente interessante perché è un esempio di riproposizione della basilica paleocristiana durante il tardo periodo bizantino.